# Orange Juice
Az Orange Juice (Narancslé) egy 1979-től 1985-ig tevékenykedett skót új hullámos/post-punk együttes volt. 2008-ban azonban újból összeálltak egy kis időre. Tagok: Edwyn Collins, James Kirk, David McClymont, Steven Daly, Malcolm Ross, Zeke Manyika, Clare Kenny és Johnny Britten.  Az együttes elődjének az 1976-ban alakult Nu-Sonics számít, 1979-ben Orange Juice-ra változtatták. A zenekar Bearsdenből származik. Leghíresebb daluk a "Rip It Up", amely a zenekar második nagylemezének címe is. A dal felkerült a brit top 40-es slágerlistára, a lemez pedig bekerült az 1001 lemez, amit hallanod kell, mielőtt meghalsz című könyvbe. A zenekar összesen négy nagylemezt dobott piacra. 1985-ben feloszlottak.

## Diszkográfia
- You Can't Hide Your Love Forever (1982)
- Rip It Up (1982)
- Texas Fever (1984)
- The Orange Juice (1984)